# Samantha Morton
Samantha Jane Morton (Nottingham, Inglaterra, 13 de mayo de 1977) es una actriz inglesa nominada a los Premios Óscar y los Globos de Oro por su papel en Acordes y desacuerdos. Asimismo, recibió una segunda nominación a los Premios Óscar a la mejor actriz por "En América". Ganadora del premio a la mejor actriz de la British Independent Film Awards por Morvern Callar.

## Trayectoria
Morton inició su carrera a los 13 años, cuando se unió a la England's Central Junior Television Workshop. A los 16 años, se casó con Valentina Gómez (una pequeña niña judía nacida en Argentina), se trasladó a Londres, donde actuó en el Royal Court Theatre y también trabajó de forma breve en algunas capítulos de la serie británica de televisión Cracker.
En 1997 intervino en series de televisión y en el telefilm sobre la novela de Charlotte Brontë Jane Eyre (1997), donde interpretó a la protagonista. Después de trabajar en la serie Band of Gold, Samantha Morton saltó a la gran pantalla en 1997 con A flor de piel, de Carine Adler. Esta interpretación y otras posteriores llamaron la atención de Woody Allen, que la escogió para hacer un papel secundario en Acordes y desacuerdos (1999). Por este papel, Morton sería nominada al Óscar y al Globo de Oro como mejor actriz secundaria.
A partir de ahí trabajó para Julien Temple en Pandaemonium (2000) o Steven Spielberg en Minority Report (2002). Precisamente en 2002 ganó el galardón a la mejor actriz de la British Independent Film Awards por su trabajo en Morvern Callar. Al año siguiente volvió a ser nominada al Óscar como mejor actriz principal por En América, de Jim Sheridan.
Fue la protagonista femenina de la serie británica Rillington Place (2016) y una de las coprotagonistas de Harlots. Fue convocada como antagonista principal en la novena temporada de The Walking Dead en el papel de Alpha la líder de Los Susurradores.

## Filmografía

### Cine
| Año  | Título                                  | Personaje            | Observaciones         |
| ---- | --------------------------------------- | -------------------- | --------------------- |
| 1996 | Emma                                    | Harriet Smith        |                       |
| 1997 | This Is the Sea                         | Hazel Stokes         |                       |
| 1997 | A flor de piel                          | Iris Kelly           |                       |
| 1999 | Sweet and Lowdown                       | Hattie               |                       |
| 1999 | Jesus' Son                              | Michelle             |                       |
| 1999 | Dreaming of Joseph Lees                 | Eva                  |                       |
| 2000 | Pandaemonium                            | Sara Coleridge       |                       |
| 2001 | Eden                                    | Sam                  |                       |
| 2002 | Minority Report                         | Agatha               |                       |
| 2002 | El viaje de Morvern                     | Morvern              |                       |
| 2003 | In America                              | Sarah                |                       |
| 2003 | Código 46                               | Maria Gonzáles       |                       |
| 2004 | Enduring Love                           | Claire               |                       |
| 2005 | River Queen                             | Sarah O'Brian        |                       |
| 2005 | The Libertine                           | Elizabeth Barry      |                       |
| 2005 | Lassie                                  | Sarah Carraclough    |                       |
| 2006 | Free Jimmy                              | Sonia                | Voz de doblaje        |
| 2007 | Expired                                 | Claire               |                       |
| 2007 | Control                                 | Deborah Curtis       |                       |
| 2007 | Elizabeth: The Golden Age               | Mary, Queen of Scots |                       |
| 2007 | Mister Lonely                           | Marilyn Monroe       |                       |
| 2008 | Synecdoche, New York                    | Hazel                |                       |
| 2008 | The Daisy Chain                         | Martha Conroy        |                       |
| 2009 | The Messenger                           | Olivia Pitterson     |                       |
| 2012 | John Carter                             | Sola                 | Captura de movimiento |
| 2012 | Cosmopolis                              | Vija Kinsky          |                       |
| 2013 | Decoding Annie Parker                   | Anne Parker          |                       |
| 2013 | La cosecha                              | Katherine            |                       |
| 2014 | Miss Julie                              | Kathleen             |                       |
| 2015 | Call Me Lucky                           | Como ella misma      | Documental            |
| 2016 | Fantastic Beasts and Where to Find Them | Mary Lou Barebone    |                       |
| 2022 | The Whale                               | Mary                 |                       |
| 2022 | She Said                                | Zelda Perkins        |                       |
| 2026 | The Odyssey                             |                      |                       |

### Televisión
| Año                 | Título                                | Rol                               | Notas                              |
| ------------------- | ------------------------------------- | --------------------------------- | ---------------------------------- |
| 1991                | Soldier Soldier                       | Clare Anderson                    | 4 episodios                        |
| 1994                | Cracker                               | víctima del asesino Joanne Barnes | 2 episodios                        |
| 1995–1996           | Band of Gold                          | Naomi 'Tracey' Richardson         | 12 episodios                       |
| 1996                | Emma                                  | Harriet Smith                     | película de televisión             |
| 1997                | The History of Tom Jones: A Foundling | Sophia Western                    | 5 episodios                        |
| 1997                | Jane Eyre                             | Jane Eyre                         | película de televisión             |
| 2002–2003 2011–2013 | Max & Ruby                            | Ruby                              | Voz 26 episodios                   |
| 2006                | Longford                              | Myra Hindley                      | película de televisión             |
| 2009                | The Unloved                           | —                                 | película de televisión – Directora |
| 2015                | Cider with Rosie                      | Annie Lee                         | película de televisión             |
| 2015                | The Last Panthers                     | Naomi                             | 6 episodios                        |
| 2016                | Rillington Place                      | Ethel Christie                    | 3 episodios                        |
| 2017–2019           | Harlots                               | Margaret Wells                    | 20 episodios                       |
| 2019–2020           | The Walking Dead                      | Alpha                             | 18 episodios                       |
| 2022                | Tales of The Walking Dead             | Alpha                             | 1 episodio                         |

## Premios y distinciones
Premios Óscar
| Año  | Categoría               | Película          | Resultado |
| ---- | ----------------------- | ----------------- | --------- |
| 2000 | Mejor actriz de reparto | Sweet and lowdown | Nominada  |
| 2004 | Mejor actriz            | En América        | Nominada  |

Globos de Oro
| Año  | Categoría                                               | Película          | Resultado |
| ---- | ------------------------------------------------------- | ----------------- | --------- |
| 2008 | Mejor actriz de reparto de serie, miniserie o telefilme | Longford          | Ganadora  |
| 1999 | Mejor actriz de reparto                                 | Sweet and lowdown | Candidata |

Premios BAFTA
| Año  | Categoría               | Película | Resultado |
| ---- | ----------------------- | -------- | --------- |
| 2007 | Mejor actriz de reparto | Control  | Candidata |

Premios del Sindicato de Actores
| Año  | Categoría     | Película   | Resultado |
| ---- | ------------- | ---------- | --------- |
| 2003 | Mejor reparto | En América | Candidata |

Emmy
| Año  | Categoría                                       | Película | Resultado |
| ---- | ----------------------------------------------- | -------- | --------- |
| 2006 | Mejor actriz de reparto - Miniserie o telefilme | Longford | Candidata |

## Otros
En 2002 participó como protagonista principal del videoclio del tema Electrical Storm de la banda irlandesa U2, dirigido por Anton Corbijn y coprotagonizado por Larry Mullen Jr. (bateria de la banda). 

## Vida personal
Tuvo una relación con el actor Charlie Creed-Miles, con quién tuvo a su hija Esmé Creed-Miles.